# Ernesto Arakaki
Pour les articles homonymes, voir Arakaki.
Ernesto Seiko Arakaki Arakaki, né le 13 juin 1979 à Lima, est un footballeur péruvien d'ascendance japonaise. Il jouait dans la position de défenseur central.

## Biographie

### Carrière de joueur

#### En club
Formé au Deportivo AELU, grande pépinière de footballeurs d'origine japonaise au Pérou, Ernesto Arakaki y fait ses débuts professionnels en 2e division en 1997. L'année suivante, il est transféré au Deportivo Municipal où il joue ses premiers matchs en D1.
Mais c'est à l'Alianza Lima qu'il atteint la consécration en remportant quatre championnats (voir palmarès). Arrivé en 2000 pour remplacer Sandro Baylón (décédé dans un accident de la route), il reste huit ans au sein de l'Alianza (jusqu'en 2008). Des blessures récurrentes au genou l'obligent à mettre un terme à sa carrière de footballeur à 30 ans, après une dernière pige au Cienciano del Cusco en 2009.

#### En équipe nationale
Ernesto Arakaki joue dans toutes les équipes de jeunes au Pérou (U17, U20 et olympique). Il est convoqué en équipe A pour la première fois le 6 octobre 2001, face au Venezuela, dans un match de qualifications à la Coupe du monde 2002 (défaite 3-0, il sera d'ailleurs expulsé à la 72e min). Du reste, il ne joue que très peu en équipe nationale (seulement trois matchs entre 2001 et 2008).

### Formateur
Une fois sa carrière terminée, Ernesto Arakaki s'occupe de la formation des jeunes de l'Alianza Lima. Entre 2019 et 2022, il travaille comme responsable des équipes de jeunes au sein de la Fédération péruvienne de football.

## Palmarès
Alianza Lima
- Championnat du Pérou (4) :
  - Champion : 2001, 2003, 2004 et 2006.